# ヴィトゥラーノ
ヴィトゥラーノ（イタリア語: Vitulano）は、イタリア共和国カンパニア州ベネヴェント県にある、人口約2,900人の基礎自治体（コムーネ）。

## 地理

### 位置・広がり
ベネヴェント県のコムーネ。県都ベネヴェントから西北西へ12kmの距離にある。

#### 隣接コムーネ
隣接するコムーネは以下の通り。
- カンポリ・デル・モンテ・タブルノ
- カステルポート
- カウターノ
- フォリアニーゼ
- フラッソ・テレジーノ
- グアルディア・サンフラモンディ
- パウピージ
- サン・ロレンツォ・マッジョーレ
- ソロパーカ
- トッレクーゾ